# Waldemar Andzel

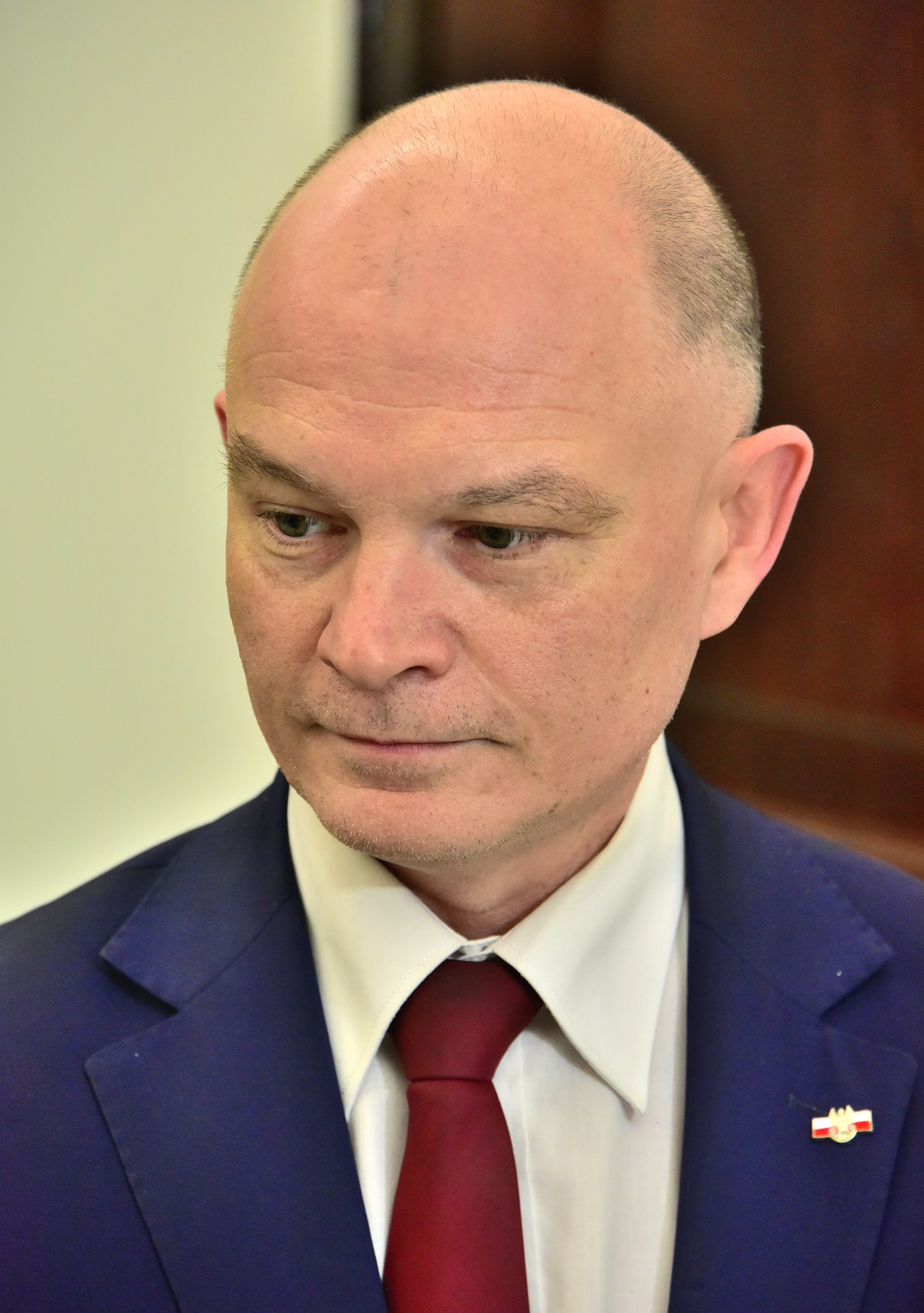
Waldemar Andzel, 2018

Waldemar Franciszek Andzel (* 17. September 1971 in Czeladź) ist ein polnischer Politiker und seit 2005 Abgeordneter des Sejm in der V. und VI., VII. und VIII. Wahlperiode.
1996 beendete er sein Studium an der Fakultät für Gesellschaftswissenschaften der Schlesischen Universität in Katowice mit der Spezialisierung im Bereich Gesellschaftspolitik. 1999 absolvierte er ein Aufbaustudium an derselben Universität im Fach Organisation der Sozialhilfe. Er arbeitete in einem gemeindlichen Zentrum für Sozialhilfe.
1989 trat er in die Chrześcijańsko-Demokratyczne Stronnictwo Pracy (Christlich-Demokratische Arbeitspartei – ChDSP) ein und 1990 wurde er Mitglied der Partei Porozumienie Centrum (Zentrums-Übereinkunft – PC). Er saß im Vorstand der Partei für den Woiwodschaftsverband. Danach trat er in die Porozumienie Polskich Chrześcijańskich Demokratów (Verständigung der Polnischen Christlichen Demokraten) ein, und schließlich in die Prawo i Sprawiedliwość (Recht und Gerechtigkeit – PiS). Er wurde Kreisbevollmächtigter der PiS in Będzin und danach Vorsitzender des Regionalrats der PiS in Sosnowiec und Mitglied des Regionalleitung von Katowice. In den Jahren 1998 bis 2002 war er Kreisrat des Powiat Będziński.
Bei den Parlamentswahlen 2005 wurde er für den Wahlkreis Sosnowiec über die Liste der PiS mit 4.257 Stimmen in den Sejm gewählt. Er wurde bei den Parlamentswahlen 2007 mit 10.121 Stimmen wieder gewählt. Er ist stellvertretender Vorsitzender der Tibet-Parlamentariergruppe sowie Mitglied der Sejmkommissionen für Verteidigung und Gesellschaftspolitik.